# ウミシダ
ウミシダは、棘皮動物門ウミユリ綱ウミシダ目に所属する動物の総称である。羽根のような枝を多数持った植物のような姿の動物である。生きた化石として紹介されることもある。

## 概要
ウミシダ類は、多数の腕を中心の体から輪生状に伸ばし、根のような形の枝で他のものにしがみついている動物である。羽根のような腕を広げる姿は、確かにシダ類に似ている。
ウミユリ綱の動物の基本的な姿は、ちょうど一輪だけ花をつけたユリを想像するとそのままである。長い茎があり、その基部に固着のための根のようなものがある。花にあたるのは本体である萼部 (calyx) と、そこから輪生状に出る腕である。ウミシダはこの萼部から下を切り離した形をしており、別名を無茎ウミユリ類 (non-stalked crinoids) とも言われる。ウミユリ類が基本的に固着性であるのに比べ、ウミシダは移動が可能で、種によっては腕を動かして活発に遊泳することも出来る。棘皮動物で遊泳の可能なのは、この類とごく一部の深海産のナマコだけである。
ウミユリ類は古生代カンブリア紀中期からの長い歴史を持ち、それに対して柄を持たないウミシダ類は三畳紀末に出現したものである。ウミユリ類はかつては非常に豊富であったが、現在では深海にしか見られず、現在の海で広く普通に見られるのはウミシダ類だけである。種数においても現生のウミユリ綱の大半はウミシダである。それらはすべてウミシダ目にまとめられている。

## 外部形態

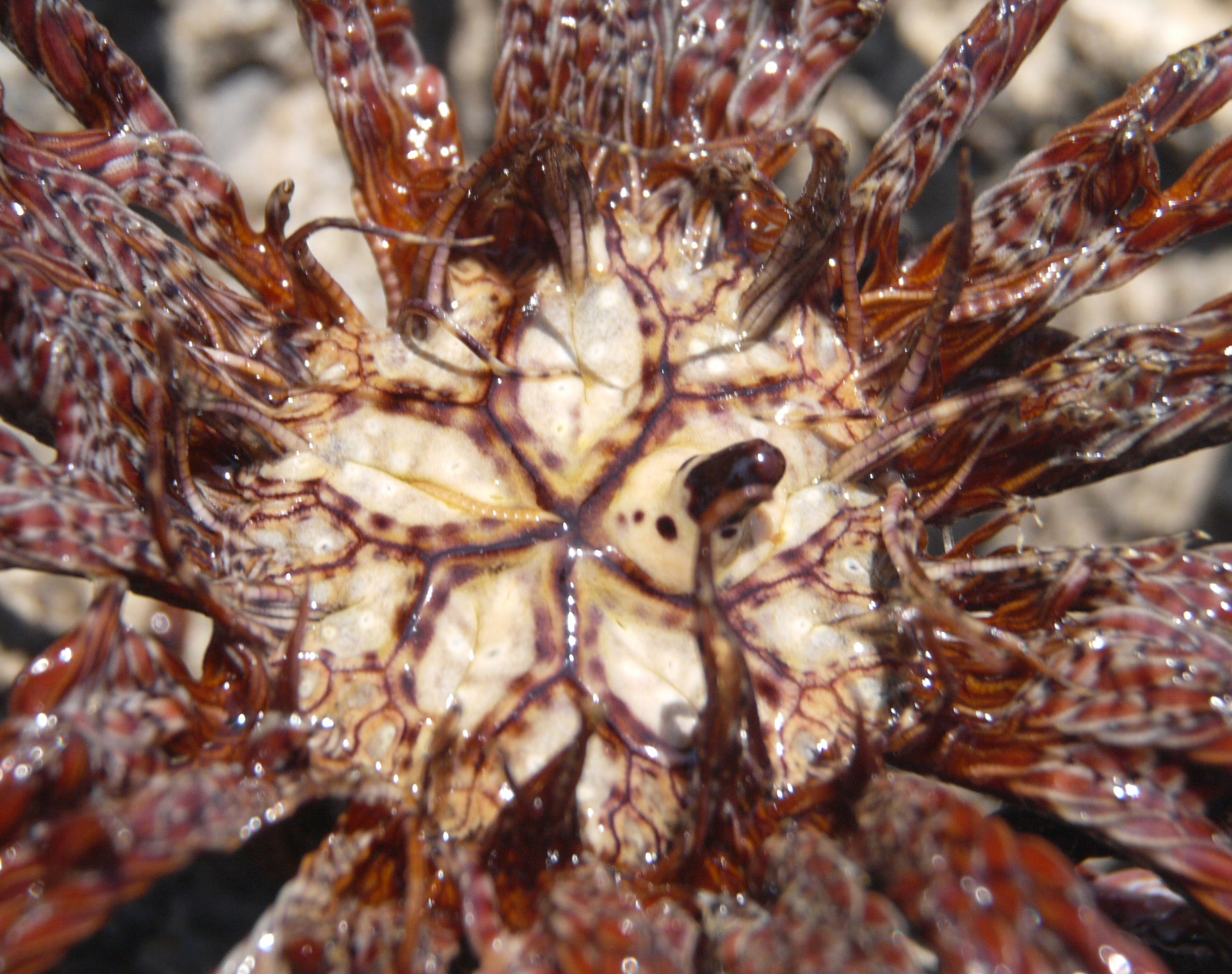
ヒガサウミシダの口盤
左の星模様が口と食溝
右の濃色の突出部が肛門

本体はほぼ円錐形の萼部 (crown) からなる。萼部の上面はほぼ扁平な口盤 (oral disc) となっており、その中に口と肛門がある。口はほぼ平らな面にあり、これを中心に歩帯溝が配置する。歩帯溝 (ambulacral groove) または食溝 (food groove) は口の周りでは五本であるが、枝分かれしてそれぞれ腕につながる。肛門は口の横、歩帯溝の間にあり、口盤の面から上に突き出しているのでよく目立つ。

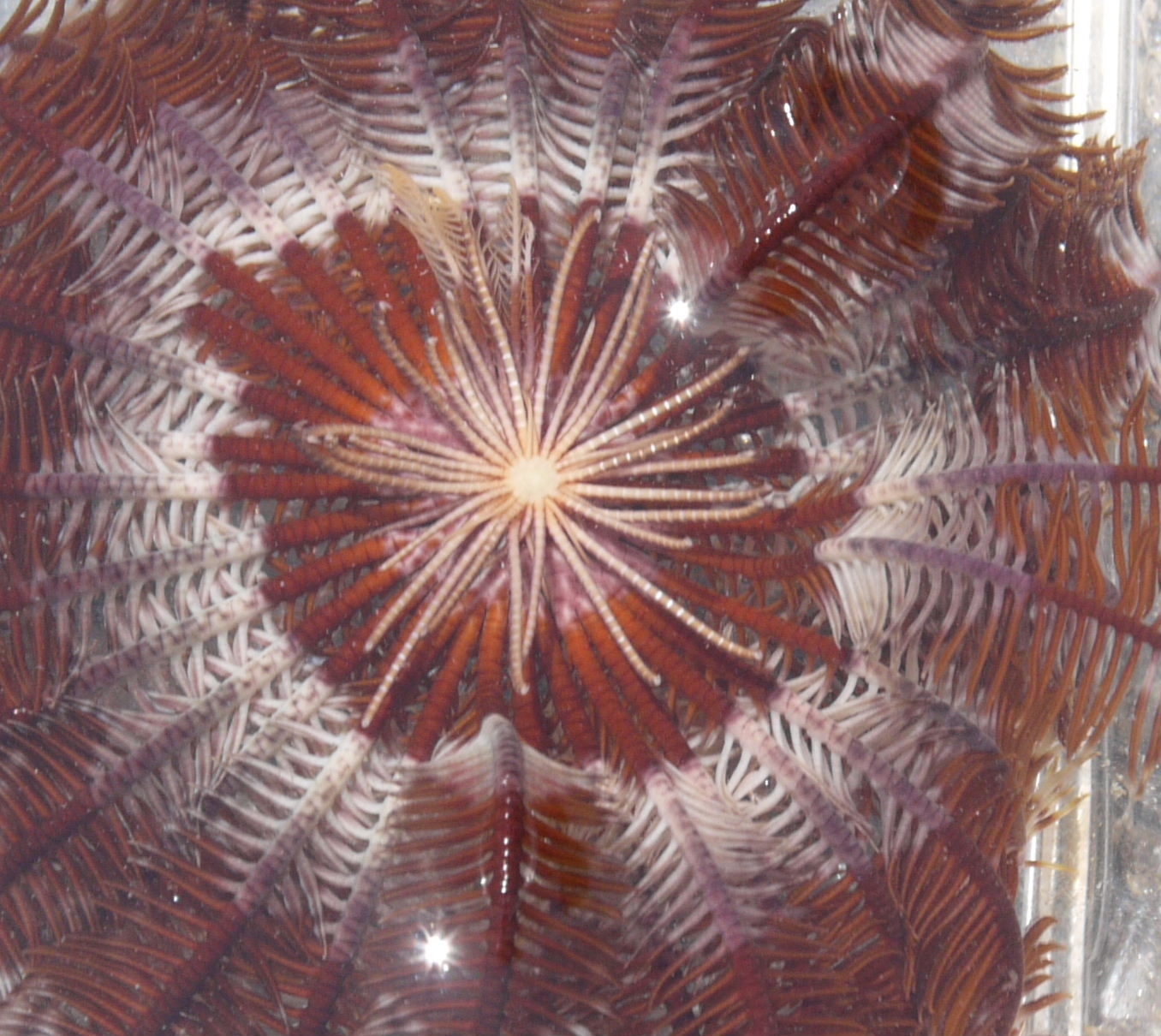
ヒガサウミシダの裏面・巻枝など示す

萼部の下面は中央が下に突き出し、その中心には中背板となっており、その周りに輪生状に巻枝 (cirrus) が並ぶ。巻枝は短い腕のようなもので、関節に分かれ、巻くように動く。ウミユリ類ではこれは上向きになっているが、ウミシダでは下向きに伸びて、下向き中央側に巻き込むことが出来る。周辺部には腕の骨盤が並ぶ。腕は基部では五本であるが、萼周辺に向かって分枝して十本、あるいはそれ以上になる。その分枝のようすは萼の下面では骨盤（分岐板列という）の配置で、口盤側では歩帯溝で確認できる。
腕は細長く、表面は骨板に包まれ、多数の関節を持っている。腕からはさらに細い枝が両側に出て、これを羽枝 (pinnule) と呼ぶ。羽板にも多数の関節があり、内向きに巻くように動かせる。羽枝はほぼ腕全体から出るため、全体としては鳥の羽や細長いシダの葉のような姿となる。腕も羽枝も内側に巻き込むことが出来る。口から伸びる歩帯溝は腕の上面中央を腕の先まで走り、ここには管状の管足が並ぶ。管足は吸盤状ではなく、触覚と呼吸、それに排泄の役割を持つ。歩帯溝にはまた繊毛があり、ここでデトリタスなどを口まで運んで食物とする。腕の数は、基本の腕の数の五なので、少なくとも五本の腕を持つ理屈であるが、五本しか持たない例（イツウデウミシダ科など）は少なく、ほとんどが少なくとも一回二叉分枝した十本か、あるいはさらに分枝してより多くになり、100本に達する例もある。分枝は基本的に萼の部分で生じて、腕が遊離してからは分枝しない。なお、腕の基部にある羽枝はより大きく発達し、これは口盤を保護する。

## 内部形態
萼内部は広く体腔となっており、それは体腔管として腕の先まで伸びている。
消化管は口と肛門が共に口盤に開くので、萼の内部の体腔内でU字型となるが、実際にはそこで巻いており、三周ほど巻く例もある。構造的には比較的単純な形をしている。
神経系は口の下に環状の口下側神経環があり、そこから各腕に放射神経が伸びる。また、中背板から腕に続く腕板と呼ばれる骨片には腕板神経が伸びる。
循環系としては水管系があり、神経より内側で神経に併走するように環状水管と放射水管がある。

## 生態
一般には不活発な動物であり、海底の岩やサンゴなどの上に巻枝でしがみつき、腕を広げてデトリタスなどを集めて食べる。腕や羽枝の表面の管足でそれらを集め、歩帯溝の繊毛の流れで口まで運ぶが、時折は触手を巻き込んで口のそばまで運ぶのも見られる。
巻枝は基盤にしがみついているだけなので、これを離せば移動が可能である。巻枝を使って這ったり、腕を伸ばしてたぐるように這うこともある。腕を羽ばたくように動かして泳ぐことが出来る種もある。ただし常に泳いでいるようなものはない。流れ藻について移動する例は知られている。
ウミシダの腕は折れやすく、刺激を受けると自切することもある。寄生ないし共生する生物もある。スイクチムシやカクレエビなどがその腕の間などに住み着く例がある。

## 生殖と発生
雌雄異体であり、体外受精を行う。生殖巣は腕全体に伸び、羽枝の表面から放卵と放精が行われる。これらは年間の特定の日の特定の時刻に行われる、という風になっている。その際、切り離した腕を実験室の水槽に入れておいても、同じタイミングで放卵放精が見られるという。
初期の幼生はドリオラリア（doliolaria）と言い、楕円形の体の上端に繊毛群を持ち、体の途中に五つの環状の繊毛帯を持つ。この幼生は数日間の浮遊期間の後に上端で海底の基物に固着し、シスチジアン幼生（cystidian）からペンタクリノイド幼生（pentacrinoid）へと進む。これは柄があってウミユリに近い形で、ここから柄を切り捨てるようにして成体の形となる。一部では直接発生をするもの、腕に保育装置を持つものが知られている。

## 変態
ドリオラリア（ウミユリの場合はビテラリア（vitellaria））は卵黄依存（lecithotrophy）で、骨盤原基（後の茎）ができると頭端の付着器（adhesive pit）により基質に付着する。この付着したものがシスチジアンであり、口陥嚢を持ち、そこで口及び触手が形作られる。やがて5方向に開裂し、棘皮動物特有の五放射相称の形態となる。続いて付着部から茎が伸び、口の周囲に10本の腕が伸長してペンタクリノイドとなる。シスチジアン～ペンタクリノイドの期間中は移動が出来ないが、ウミシダの場合は成長すると茎の部位と本体の間にアポトーシスが起こり、茎から切り離されて自由生活に入る。

## 分布
世界の海に広く分布するが、熱帯地方に多い。
深海に生息するものも、浅い海域に住むものもあり、一部は潮下帯や潮だまりでも観察される。なお、ウミユリ綱で浅い海域に見られるのはこの類だけである。
日本付近で海岸の潮間帯でも比較的よく見ることができる種としては、大型のものではオオウミシダ Tripiometra afra macrodiscus 、ニッポンウミシダ Oxycomanthus japonicus、小型のものではトラフウミシダ Decametra tigrina、ヒガサウミシダ Lamprometra palmataなどがある。外洋性の海岸に見られることが多い。

## 系統関係
ウミユリ綱は棘皮動物の中でも特に古い系統のものであり、原始的な特徴をとどめるものと考えられている。ウミシダ類はその柄を切り離すことで自由に移動できるようになったものと考えられ、これは、その発生からも見て取れるところである。化石ではウミユリ類が古生代初期にさかのぼるのに対して、ウミシダは中生代以降から知られる。

## 利害
直接的な利害はない。その姿が美しいので水族館での展示や、熱帯魚店で観賞用に販売されることがある。水質に敏感な種が多く、食性の関係もあり、飼育は難しいとされる。

## 分類
ウミシダ類はすべてウミシダ目に所属し、ここにウミユリ綱の現生種の大半が含まれる。世界に550ほどの種があり、2亜目14科ほどに分ける。日本では100種ほどが知られる。広中腔亜目のものが古い形態を残しているとされる。以下に日本産のものを中心に分類体系の例を示す。
Comatulida ウミシダ目
- Macrophreatina 広中腔亜目；3科
  - Antedonidae ヒメウミシダ科
  - イツウデウミシダ科
- Oligophreatina 狭中腔亜目；11科
  - Comasteridae クシウミシダ科
  - Eudiocrinidae マダラウミシダ科
  - Zygometridae カセウミシダ科
  - Mariametridae トゲウミシダ科
  - Colobometridae イボアシウミシダ科
  - Tropiometridae オオウミシダ科
  - Calometridae ユビウミシダ科
  - Charitometridae カツラウミシダ科
  - Asterometridae アシナガウミシダ科
  - Thalassometridae イロウミシダ科